# Baby Face (película)
Baby Face (en España: Carita de ángel) es una película precode estadounidense de 1933, del género dramático, dirigida por Alfred E. Green y protagonizada por Barbara Stanwyck y George Brent. Basada en una historia de Darryl F. Zanuck (bajo el seudónimo de Mark Canfield), trata sobre una atractiva joven que no duda en usar sus encantos para ascender social y económicamente. Es una de las más famosas películas «precódigo» de Hollywood y una de las que impulsaron que a partir de entonces el Código Hays, aprobado en 1930 pero poco tenido en cuenta, se siguiera estrictamente.

## Trama
En una pequeña ciudad industrial durante la Ley Seca, Lilly (Baby Face) trabaja como camarera en el bar clandestino de su padre, donde aprende las malas artes de los clientes masculinos, con quienes desde los 14 años su padre la obliga a prostituirse. El único hombre en quien confía es Adolf Cragg, un zapatero de origen alemán admirador de Nietzsche, que la aconseja que aspire a cosas mayores. Cuando su padre muere al explotar el alambique con que destila el alcohol, se traslada a Nueva York con su compañera de trabajo y mejor amiga, la afroamericana Chico. Cuando se cuelan en un tren de mercancías, son descubiertas por un trabajador del ferrocarril. Las amenaza con meterlas en la cárcel, pero Lily se desabotona la blusa y le dice: "Espera... ¿No podemos hablar de esto?".
En Nueva York aprovechará su experiencia y su capacidad de engatusar a los hombres para ir escalando posiciones. En la gran manzana conoce a Jimmy, un botones de oficina que la ayuda a conseguir un trabajo en la Gotham Trust Company. A partir de entonces seduce y rechaza a varios hombres, con su ascenso a través del edificio simbolizando su progreso.
En el departamento de archivos, Lily comienza una aventura con Jimmy (John Wayne) quien recomienda su ascenso a su jefe, Brody. Ella seduce a Brody, que la transfiere al departamento de hipotecas. Brody y Lily son atrapados "en flagrante delito" por Ned Stevens, un ejecutivo en ascenso. Brody es despedido, pero Lily asegura que la forzó. Ned la cree y le da un puesto en el departamento de contabilidad.
Aunque Ned está comprometido con Ann Carter, la hija del vicepresidente JP Carter, Lily lo seduce rápidamente. Cuando Ann llama para decirle que va a hacer una visita, Lily lo arregla todo para que la vea abrazando a Ned. Ann corre llorando junto a su padre, que le pide a Ned que despida a Lily. Él se niega, por lo que JP Carter la llama para despedirla él mismo. Lily afirma que no tenía idea de que Ned estuviera comprometido y que es su primer novio. Seduce a JP y él la instala en un lujoso apartamento con Chico como su sirvienta. Ned la sigue el día de Navidad, pero ella le rechaza. Sube más tarde a su apartamento para pedirle que se case con él, pero encuentra allí a JP. Le dispara mortalmente y después se suicida pegándose un tiro.
Courtland Trenholm, nieto del fundador de Gotham Trust Company y conocido playboy, es elegido presidente del banco para manejar el escándalo resultante. La junta directiva, al enterarse de que Lily ha acordado vender su diario personal a la prensa por 10.000 dólares, la convoca a una reunión. Ella les dice que es una víctima de las circunstancias y simplemente quiere ganarse la vida honestamente. La junta le ofrece 15.000 dólares por el diario, pero Courtland, viendo su fondo, aprovecha su afirmación y le ofrece un puesto en la sucursal del banco en París. Ella acepta de mala gana.
Cuando Courtland va a París en viaje de negocios, se sorprende al ver que Lily no solo sigue trabajando allí, sino que la han ascendido a jefa de la agencia de viajes. Pronto cae bajo su hechizo y se casa con ella. A diferencia de sus conquistas anteriores, él sabe lo que ella es pero admira su arrojo de todos modos. Durante la luna de miel, lo llaman de regreso a Nueva York. El banco ha quebrado debido a una mala gestión, que la junta atribuye incorrectamente a Courtland. Es acusado y él le pide a Lily que reúna un millón de dólares para financiar su defensa, cobrando bonos, acciones y joyas que le dio. Ella se niega y reserva pasaje para volver a París.
Pero ya en el muelle cambia de opinión y se apresura de regreso a su apartamento. Allí descubre que Courtland se ha pegado un tiro. Llora sinceramente por él. En la ambulancia, camino del hospital, el enfermero le dice que hay buenas posibilidades con él, mientras a ella se le cae el bolso derramando dinero y joyas. Cuando el enfermero se lo hace notar, ella entre lágrimas le dice que ya no le importan. Courtland abre los ojos, ve a Lily, y le sonríe.

## Reparto
- Barbara Stanwyck...Lily Powers
- George Brent...Courtland Trenholm
- Donald Cook...Ned Stevens
- Alphonse Ethier...Adolf Cragg
- Henry Kolker...J.P. Carter
- Theresa Harris..."Chico", amiga y criada de Lily
- John Wayne...Jimmy McCoy Jr., una de las primeras conquistas de Lily.[1]

## Producción
Baby Face fue la respuesta de Warner Bros. al éxito de MGM Red Headed Woman (La pelirroja) (Red-Headed Woman, 1932) protagonizada por Jean Harlow, de temática similar aunque desde una óptica descarada y divertida, mientras Carita de ángel lo hace con un tono más sórdido y dramático. En plena Gran Depresión, reflejaba la dura realidad. El borrador de la historia fue escrito por el jefe de producción Darryl F. Zanuck y vendido a Warner Bros. por un dólar. La Gran Depresión estaba teniendo un efecto devastador en la industria cinematográfica, y muchos miembros del personal de los estudios aceptaban voluntariamente recortes salariales para ayudar. Zanuck no necesitaba el dinero porque ya tenía un sueldo de 3.500 dólares semanales. Más tarde dejó Warner Bros. y se convirtió en jefe de producción de 20th Century Fox.
Aparte de la representación de una seductora sin escrúpulos, la película destaca por la relación amistosa de Lily con Chico, una afroamericana. Es su compañera de trabajo y la acompaña a Nueva York. Más tarde se convierte en su doncella, pero su relación sigue siendo de amigas y no de señora y sirvienta. En cierto momento, uno de sus amantes la insta a "despedir a esa mujer de color" a lo que Lily responde, con rotundidad: "Ella se queda".
Stanwyck tuvo influencia en el guion. Fue sugerencia suya que Lily hubiera sido prostituida por su padre con los clientes del bar clandestino. Una foto promocional de la película muestra a la actriz como Lily posando junto a una escalera de mano, representando su escalera al éxito mientras seduce un hombre tras otro.

## Música
Una versión orquestal de la exitosa canción Baby Face de 1926 compuesta por Harry Akst, acompaña los créditos iniciales y varias escenas posteriores. También se emplea repetidamente Saint Louis Blues de W. C. Handy: el personaje de Chico la canta dos veces y se escucha una versión orquestal al final de la última escena.

## Censura
Después de su preestreno, la Oficina Hays recomendó que la película fuera retirada por completo de la exhibición, dadas sus numerosas violaciones del código moral. Tras una intensa correspondencia entre la oficina censora y el estudio sobre la manera de hacerla más aceptable para los censores estatales y municipales, se realizaron varios cambios y cortes. El principal fue cambiar el final por uno que mostraba a Lily perdiendo todo y regresando a su ciudad natal, donde se contenta con un estilo de vida modesto, mostrando así a la audiencia que su inmoralidad sexual no es finalmente recompensada. Además, se hizo menos obvio su estatus de "mantenida" y se eliminó la escena en que Lily seduce al trabajador del ferrocarril, mientras su amiga Chico está al otro lado cantando Saint Louis Blues.
Otro cambio significativo fue que el entusiasmo por Nietzsche del zapatero fue reemplazado para convertirlo en la voz moral de la película, mostrando que Lily se equivocaba al usar su cuerpo para tener éxito. El discurso original del zapatero era: 

"Una mujer, joven, hermosa como tu, puede conseguir todo lo que quiera en el mundo. Porque tienes poder sobre los hombres. Pero debes usar a los hombres, no dejar que te usen a ti. Debes ser un maestro, no un esclavo. Mira, Nietszche dice: "Toda vida, no importa cómo la idealicemos, es ni más ni menos que explotación." Eso es lo que te digo. Explótate. ¡Ve a una gran ciudad donde encontrarás oportunidades! ¡Usa a los hombres! ¡Sé fuerte! ¡Desafiante! ¡Usa a los hombres para conseguir las cosas que quieres!

La versión alterada, con el zapatero como voz de la moralidad, dice: 

"Una mujer, joven, hermosa como tu, puede conseguir todo lo que quiera en el mundo. Pero hay una forma correcta y una forma incorrecta. Recuerda, el precio del camino equivocado es demasiado alto. ¡Ve a alguna gran ciudad donde encontrarás oportunidades! No dejes que la gente te engañe. Debes ser un maestro, no un esclavo. Sé limpia, sé fuerte, desafiante y tendrás éxito.

El nuevo diálogo fue grabado en una toma por encima del hombro del personaje.
Tras una queja de la Junta Censora de Nueva York, también se eliminaron algunos planos considerados demasiado sugerentes. En junio de 1933 recibió la aprobación de la censura. El estreno, de la versión revisada, fue un éxito. Las críticas, sin embargo, no fueron positivas. Mordaunt Hall de The New York Times la criticó, calificándola de "un tema desagradable, con incidentes expuestos de una manera inexperta", mientras que una reseña en The New York Evening Post dijo: "No puedes escapar de la idea de que Lily es una zorra de lo más bajo y que los hombres que juegan con ella están condenados a morir en las llamas [del infierno]".
La versión original sin censurar se consideró perdida hasta 2004, cuando fue descubierta en una bóveda de almacenamiento de películas en la Biblioteca del Congreso de Dayton, Ohio. La versión original restaurada se proyectó en el Festival de Cine de Londres en noviembre de 2004. En 2005 se la consideró "cultural, histórica o estéticamente significativa" y seleccionada para su preservación en el National Film Registry de la Biblioteca del Congreso de los Estados Unidos.